# Sphaerotylus exotylotus
Sphaerotylus exotylotus är en svampdjursart som beskrevs av Koltun 1970. Sphaerotylus exotylotus ingår i släktet Sphaerotylus och familjen Polymastiidae. Inga underarter finns listade i Catalogue of Life.